# Les Aventures de Robert Macaire
Pour plus de détails, voir Fiche technique et Distribution.
Les Aventures de Robert Macaire est un film français muet réalisé par Jean Epstein et sorti en 1925. 

## Synopsis
Première aventure : Une étrange nuit à la ferme de Sermèze. Deuxième aventure : Le Bal tragique. Troisième aventure : Le Rendez-vous fatal. Quatrième aventure : La Fille du bandit. Cinquième et dernière des aventures de Robert Macaire.

## Fiche technique
- Titre : Les Aventures de Robert Macaire
- Réalisation : Jean Epstein
- Scénario : Charles Vayre, d'après la pièce L'Auberge des Adrets de Benjamin Antier, Saint-Amand et Polyanthe - Adaptation : Raoul Ploquin
- Photographie : Paul Guichard et Nicolas Roudakoff
- Décors : Lazare Meerson, Jean-Adrien Mercier et Georges Geffroy. En 1924, alors qu'il travaillait pour Marcel Valotaire et ses clients d'Angers, Mercier se voit confier sous la direction de Lazare Meerson, la conception des décors dont à la fin du film il réalise l'affiche, qui marque le début de sa carrière d'affichiste[1].
- Production : Les Films Albatros
- Pays de production :  France
- Tournage en Isère et aux studios de Montreuil en octobre et novembre 1925
- Format : Noir et blanc - 35 mm
- Genre : Comédie dramatique
- Durée : 162 minutes
- Date de sortie : 11 décembre 1925
- Affiche : Jean-Adrien Mercier

## Distribution
- Jean Angelo : Robert Macaire
- Suzanne Bianchetti : Louise de Sermèze
- Alex Allin : Bertrand
- Nino Costantini : René de Sermèze
- Marquisette Bosky : Jeanne, la fille de Robert
- François Viguier : le baron de Cassignol
- Camille Bardou : Verduron
- Jean-Pierre Stock : le vicomte de la Ferté
- Lou Dovoyna : Victoire
- Maximilienne : la fermière
- Mademoiselle Niblia : Eugénie Mouffetard
- Gilbert Dulong : le marquis de Sermèze
- Mademoiselle Dulcart : la fiancée de René de Sermèze
- Jules de Spoly